# Luciano Ariel Castillo
Luciano Ariel Castillo es un exfutbolista argentino nacido en 1978 en la ciudad de Merlo jugaba de lateral derecho y su primer club fue el Racing Club de Avellaneda.

## Biografía
Nacido en 1978 en la ciudad de Merlo, debutó con la camiseta de La Academia en 1999, cuando la situación económica provocaba malas noticias a diario y la aparición de algunos juveniles era la salida más rápida. De la camada de chicos quemados en esa época solo Adrián Bastía y en menor medida Maximiliano Estévez (ambos habían debutado en un año antes) pudieron sobrevivir con algo de brillo. Castillo integró el plantel del equipo que se consagró campeón en 2001, sino que además disputó 30 encuentros desde su aparición hasta su despedida del club de Avellaneda, a fines de 2003. 
En marzo de 2004 recaló en Sport Boys de Perú junto al ex Vélez Aníbal Roy González.

### Regreso a Argentina
Regresó a Argentina en 2005 y se unió a los jugadores libres del CEFAR. A mediados de este año arregló de palabra para incorporarse a San Martín de Tucumán, pero a último momento se arrepintió y manifestó sus deseos de jugar en cualquier equipo de Buenos Aires. Finalmente, optó por jugar en Cañuelas en la temporada 2006/07 de la Primera C.

## Clubes
| Club               | País                 | Temporadas |
| ------------------ | -------------------- | ---------- |
| Racing Club        | Bandera de Argentina | 1999-2003  |
| Sport Boys         | Bandera de Perú      | 2004-2005  |
| Cañuelas           | Bandera de Argentina | 2006       |
| Argentino de Merlo | Bandera de Argentina | 2007-2008  |
| Excursionistas     | Bandera de Argentina | 2008-2010  |
| Flandria           | Bandera de Argentina | 2010-2011  |
| Argentino de Merlo | Bandera de Argentina | 2011       |
| Midland            | Bandera de Argentina | 2012       |

## Palmarés
| Título           | Club        | País      | Año    |
| ---------------- | ----------- | --------- | ------ |
| Primera División | Racing Club | Argentina | A-2001 |